# Экономика Сербии
Экономика Сербии основана на разных отраслях сельского хозяйства, промышленности и сферы услуг.

## История
На рубеже 1980—1990 годов состояние было благоприятным. Однако неблагоприятно сказались на хозяйстве страны экономические санкции ООН в 1992—1995 годах. Войны в 1990-х, разрушение инфраструктуры и промышленности в ходе воздушной атаки НАТО в 1999 году, утрата торговых связей с СЭВ и внутри бывшей Югославии. Главная проблема экономики — высокая безработица (25,9 % в 2012 году), отток молодёжи и высококвалифицированных специалистов за границу, исторически сложившийся короткий рабочий день (от одного до пяти рабочих часов с перекурами и перерывом на обед), коррупция и постоянно недостаточные экономические реформы.
После свержения Слободана Милошевича в октябре 2000 года в Сербии начался быстрый экономический рост, она стала готовиться к вступлению в Европейский союз, который является её основным торговым партнёром. Сейчас страна имеет большой дефицит торгового баланса и государственный долг. Рост ВВП замедлился до 1 % в год. Благодаря быстрому росту Сербию иногда называли «Балканский тигр» (по аналогии с «Азиатскими тиграми»).

## Трудовые ресурсы и доходы населения
Экономически активное население составляет 2,96 млн (2012)
Занятость трудовых ресурсов по секторам (2010)
Третичный: 58,6 %
Вторичный: 19,5 %
Первичный: 21,9 %
Уровень безработных: 25,9 % (2012)

## Промышленность
- также: Военно-промышленный комплекс Сербии

### Энергетика
Ресурсы
Основа энергетики Сербии — это значительные запасы угля — до 18,1 млрд тонн, из них 17,3 млрд тонн приходится на бурые угли. Добыча угля достигает 37 млн тонн (2010).
Запасы нефти и газа в недрах Сербии оцениваются в размерах до 400 млн тонн, разведанные 60 млн тонн (2006), объём добычи составляет до 1,6 млн тонн нефтяного эквивалента (2011).
Разведаны также 2 млрд тонн горючих сланцев (210 млн тонн нефтяного эквивалента).
Технический гидропотенциал страны оценивается в размере 19,8 млрд кВт·ч электроэнергии в год, используется 9,18 млрд кВт·ч.
Разведаны и частично эксплуатируются геотермальные месторождения(?).
Нефтегазовый сектор
Компания Нафтна индустрија Србије управляет нефтепроводом «Адрия», соединённым с «Дружбой», нефтегазодобывающими предприятиями и перерабатывающими заводами общей мощностью в 7,3 млн тонн в год: НПЗ Панчево, НПЗ Нови Сад, НПЗ Белград и Фабрикой смазочных материалов Крушевац, сетью нефтебаз и АЗС. Потребление нефти составляет около 4 млн тонн в год (2011).
Газовая монополия «Сербиягаз» управляет транзитными магистралями и распределительными сетями, а также крупным газовым хранилищем «Банатский двор», которое находится в 60 километрах к северо-востоку от Нови-Сада. Ёмкость хранилища — 450 млн м3.
Ведётся строительство газового хранилища «Итебей» ёмкостью 1 млрд м3.
Предполагалось  строительство газопровода «Южный поток», газовой магистрали Сербия — Болгария (интерконнектор Ниш — Димитровград — София, потенциальная мощностью 1,78 млрд м³/год) для импорта газа.
Потребление газа составляет около 2,8 млрд м³ в год (2012). 2,2 млрд м3 газа (на июнь 2022 года) ежегодно поставляются из России.
Электроэнергетика
Электроэнергетическая монополия «Електропривреда Србиjе» управляет сетями, крупнейшими тепловыми и гидравлическими электростанциями. Производство электроэнергии в год составляет 37,86 млрд кВтч (2012).
Теплоэлектростанции работают на собственном буром угле. Крупнейшая из них — ТЭЦ «Никола Тесла А» (1650 МВт, выдаёт треть электрической мощности Сербии), находится близ города Обреновац, к юго-западу от Белграда.
На гидроэлектростанциях Сербии производится около 8,8 млрд кВтч электроэнергии (23,2 %). Совокупная мощность гидроэлектростанций — 2 896 МВт. Крупнейшая — ГЭС Джердап I. Расположена на границе с Румынией. Использует потенциал реки Дунай.
Производство альтернативной энергетики составляет 3,5 % от общего производства электроэнергии.

### Добывающая промышленность и природные ресурсы
Основное угледобывающее предприятие в стране «Рудный Бассейн Колубара», разработавшее в 2012 году 29,6 млн тонн угля.
Разрабатываются месторождения медных руд в общинах Майданпек и Бор в Восточно сербских горах.
На территории Сербии есть крупные месторождения полиметаллических руд. В середине 2020-х предполагается добыча лития.

### Обрабатывающая промышленность
- Чёрная и цветная металлургия: основана на собственных ресурсах. До 20 % экспорта Сербии составляют металлургическая продукция, прежде всего это горячекатаная сталь.
- Машиностроение: индустрия почти полностью развалена и продолжает стагнировать[источник не указан 408 дней]. Предприятия: Yugoimport SDPR, Застава, Икарбус.
- Пищевая промышленность: значительно производство сырого сахара, бутилированной воды, пива (см. виноделие в Сербии, MB (пивоварня), Апатинская пивоварня).
- Химико-фармацевтическая промышленность: см. Хемофарм

## Сельское хозяйство
В Воеводине находятся крупные участки плодородных чернозёмных почв, здесь выращивается основная часть кукурузы, идущая в том числе и на экспорт, а также пшеница. Интразональные аллювиальные почвы, распространённые в долинах многих рек, известны своей плодородностью, здесь выращивают рис.
Выращивается сахарная свёкла, подсолнечник, хмель. Сербия является крупным производителем земляники ананасной, малины, яблок, слив, винограда и т. д.
На территории страны растут дубовые и буковые леса со значительными запасами качественной древесины.
Также в Сербии развито животноводство. Например, поголовье коз в 2012 году составило 131 тыс. голов. Также развито овцеводство — в 2011 году в Сербии насчитывалось 1460 тыс. голов. В 2011 году производство баранины в республике составило 24 тыс. тонн, овечьего молока — 11 млн литров.

## Финансы
См. Народный банк Сербии, AIK banka Niš, Komercijalna banka, Metals banka.

### Национальная валюта
Официальная валюта Сербии — сербский динар (RSD). 1 RSD = 0,0095 Евро = 0,0121 USD (08/31/2010 Interbank exchange rate).
| Год                                    | 2001      | 2002      | 2003      | 2004      | 2005      | 2006      | 2007      | 2008      | 2009      | 2010      | 2011      | 2023       |
| -------------------------------------- | --------- | --------- | --------- | --------- | --------- | --------- | --------- | --------- | --------- | --------- | --------- | ---------- |
| USD                                    | 67,67 RSD | 58,98 RSD | 54,64 RSD | 57,94 RSD | 72,22 RSD | 59,98 RSD | 53,73 RSD | 62,90 RSD | 66,73 RSD | 82,30 RSD | 69,85 RSD | 108,43 RSD |
| Источник: Министерство финансов Сербии |           |           |           |           |           |           |           |           |           |           |           |            |

### Инвестиции
См. Белградская фондовая биржа, BELEX15.

## Транспорт

### Авиация
Основная национальная авиакомпания — Air Serbia.
Действуют аэропорты: Белград, Ниш, Кралево, Нови-Сад и Слатина.

### Железнодорожный транспорт
См. Железнице Србије, Беовоз, Белградский метрополитен.

### Водный транспорт
Главная водная артерия Дунай по договорённости является свободной для гражданских и торговых судов, таким образом Сербия имеет свободный выход
в Чёрное море.

## Связь
См. Почта Сербии, Telekom Srbija, Интернет в Сербии, Телевидение в Сербии, Авальская телебашня.

## Торговля

### Внешняя торговля
Основным внешнеторговым партнёром Сербии является ЕС, товарооборот с которым в 2013 году составил 16,3 млрд долларов, в том числе 9,7 млрд составили поставки из ЕС в Сербию, а 6,6 млрд сербский экспорт в Евросоюз. В 2012 году на страны ЕС пришлось 57,0 % внешнеторгового товарооборота Сербии.
Распределение товарооборота Сербии по странам (2012 год): Германия — 11,1 %, Италия — 10,0 %, Россия — 9,7 %, Румыния — 5,8 %, Босния и Герцеговина — 5,2 %.
| Внешняя торговля Источник 1Источник 2 | Внешняя торговля Источник 1Источник 2 | Внешняя торговля Источник 1Источник 2 | Внешняя торговля Источник 1Источник 2 | Внешняя торговля Источник 1Источник 2 | Внешняя торговля Источник 1Источник 2 | Внешняя торговля Источник 1Источник 2 | Внешняя торговля Источник 1Источник 2 | Внешняя торговля Источник 1Источник 2 | Внешняя торговля Источник 1Источник 2 |
| | 1998                                  | 1999                                  | 2000                                  | 2001                                  | 2002                                  | 2003                                  | 2004                                  | 2005                                  | 2006                                  |
| --- | ------------------------------------- | ------------------------------------- | ------------------------------------- | ------------------------------------- | ------------------------------------- | ------------------------------------- | ------------------------------------- | ------------------------------------- | ------------------------------------- |
| Экспорт (млн USD): | 2,723                                 | 1,369                                 | 1,558                                 | 1,721                                 | 2,075                                 | 2,477                                 | 3,523                                 | 4,553                                 | 6,428                                 |
| Импорт (млн USD): | 4,475                                 | 2,881                                 | 3,330                                 | 4,261                                 | 5,614                                 | 7,333                                 | 10,753                                | 10,575                                | 13,172                                |
| Торговый баланс (млн USD): | -1,752                                | -1,512                                | -1,772                                | -2,540                                | -3,539                                | -4,856                                | -7,230                                | -6,022                                | -6,744                                |
| Экспорт/Импорт (%): | 60,8                                  | 47,5                                  | 46,8                                  | 40,4                                  | 37,0                                  | 33,8                                  | 32,8                                  | 41,1                                  | 48,8                                  |
| Примечание: Статистика с 2006 г. относит Черногорию к зарубежным странам. Прежняя торговля с Черногорией рассматривается как внутренняя. |                                       |                                       |                                       |                                       |                                       |                                       |                                       |                                       |                                       |

## Туризм
Туризм в Сербии

## Статистика
Изменение ВВП в последние годы
| Год                    | 1995 | 1996 | 1997 | 1998 | 1999  | 2000 | 2001 | 2002 | 2003 | 2004 | 2005 | 2006 | 2007      |
| ---------------------- | ---- | ---- | ---- | ---- | ----- | ---- | ---- | ---- | ---- | ---- | ---- | ---- | --------- |
| Изменение ВВП (млрд $) | 12,8 | 13,3 | 14,2 | 14,7 | 9,7   | 8,1  | 9,7  | 11,0 | 15,1 | 21,8 | 23,3 | 31,0 | 35,2      |
| Реальный рост ВВП (%)  | 5,7  | 4,6  | 7,4  | 2,4  | -18,3 | 4,5  | 4,8  | 4,2  | 2,5  | 8,4  | 6,2  | 5,8  | 6,0 — 8,0 |

| Прочее                                                                                   |
| ---------------------------------------------------------------------------------------- |
| Рост промышленной продукции: 7,1 % (2004), 1,3 % (2005), 4,4 % (2006), −2,9 % (2012) [5] |
| Прямые иностранные вложения за 2009 год: $24 670 млн (Источник: CIA [3])                 |
| Прямые иностранные вложения за 2006 год: $11 950 млн (Источник: CIA [4])                 |
| Резервы золота и иностранной валюты: $ 14,13 млрд (2012)                                 |

## Трудовые ресурсы и занятость
Самая большая проблема (как и в других ещё относительно бедных странах Европы: России, Украине, Беларуси и т. д.) - увеличивающийся с каждым годом дефицит трудоспособной рабочей силы и рост количества пенсионеров, в связи с низкой рождаемостью и высокой эмиграцией населения в другие, более богатые, страны мира. Особенно сложная ситуация с растущим демографическим кризисом во многих развивающихся странах Европы и Азии: Сербии, Молдовы, Беларуси, Украине, России, Китае, Таиланде и т. д. В этих стран обычный демографический кризис, свойственный развитым странам, усугубляется часто ещё большим уменьшением официально работающей доли трудоспособного населения, в связи с обширной неформальной, теневой экономикой, ещё более низкой рождаемостью, ещё большей безработицей, ещё большем ростом пенсионеров в связи с меньшими здоровыми годами активной трудоспособной жизни, что вкупе с активной эмиграцией молодого, экономически активного и самого трудоспособного населения в более богатые страны мира, приводит к замедлению экономического роста стран, и как следствие к замедлению роста зарплат и уровня жизни в странах, что в свою очередь замедляет сближение уровня жизни в развивающихся странах к уровню жизни развитых. Богатые развитые страны Европы и Азии часто решают проблему демографического кризиса, просто увеличивая квоты на ввоз большего числа иностранной рабочей силы, что в свою очередь бедные, экономически непривлекательные, как для квалифицированной, так и неквалифицированной иностранной рабочей силы, развивающиеся страны себе позволить не могут. Как пример, экономика Сербии может столкнуться с широко обсуждаемой проблемой - Сербия может постареть быстрее, чём её население разбогатеет, что может привести к замедлению роста уровня жизни в Сербии и сближения её по зарплатам с другими развитыми и богатыми экономками Азии и Европы: Японией, Республикой Кореей, Китайской Республикой, Швейцарией, Германией, Францией, Норвегией, Словенией и т. д. В худшем случае это может привести к экономическому застою, подобному японскому, наблюдаемому в Японии уже три десятилетия. Но с учётом, что Япония является экономически развитой, богатой страной, с высокими зарплатами, а Сербия лишь развивающейся.

## Доходы населения
С 1 января 2021 года минимальный размер оплаты труда (брутто) составляет от 39 370,61 дин. (€335,03) до 45 667,79 дин. (€388,61) в зависимости от месяца. С 1 января 2021 года минимальный размер оплаты труда (нетто) составляет от 29 428,80 дин. (€250,43) до 33 843,12 дин. (€287,99). По состоянию на декабрь 2021 года средний размер оплаты труда в Сербии составляет 102196 дин. (€868.78, брутто) и 74629 дин. (€634.27, нетто) в месяц.
С 1 января 2022 года минимальный размер оплаты труда (брутто) составляет от 43 174,32 дин. (€367,13) до 50 063,45 дин. (€425,71) в зависимости от месяца. С 1 января 2022 года минимальный размер оплаты труда (нетто) составляет от 32 195,20 дин. (€273,77) до 37 024,48 дин. (€314,83).
С 1 января 2023 года минимальный размер оплаты труда (брутто) составляет от 49 399,14 дин. (€420,79) до 57 273,61 дин. (€487,87) в зависимости от месяца. С 1 января 2023 года минимальный размер оплаты труда (нетто) составляет от 36 800,00 дин. (€313,47) до 42 320,00 дин. (€360,49). По состоянию на май 2023 года средний размер оплаты труда в Сербии составляет 118 992 дин. (€1015,40, брутто) и 86 220 дин. (€735,67, нетто) в месяц.
С 1 января 2024 года минимальный размер оплаты труда (брутто) составляет от 58 288,16 дин. (€487,87) до 67 566,33 дин. (€576,63) в зависимости от месяца. С 1 января 2024 года минимальный размер оплаты труда (нетто) составляет от 43 360,00 дин. (€405,15) до 49 864,00 дин. (€465,92).
С 1 января 2025 года минимальный размер оплаты труда (брутто) составляет от 66 244,94 дин. (€566,06) до 76 789,82 дин. (€656,17) в зависимости от месяца. С 1 января 2025 года минимальный размер оплаты труда (нетто) составляет от 49 280,00 дин. (€421,10) до 56 672,00 дин. (€484,26).